# Acacia asepala
Acacia asepala é uma espécie de leguminosa do gênero Acacia, pertencente à família Fabaceae.